# Бадахос, Хоакин
Хоакин Бадахос (исп. Joaquín Badajoz; род. 2 августа 1972, Пинар-дель-Рио, Куба) — кубинский и американский писатель, поэт, переводчик, редактор и журналист. Член-корреспондент Североамериканской академии испанского языка. Председатель Комитета по связям с общественностью данной академии.
Автор ряда эссе и критических статей об изобразительном искусстве, теории культуры и литературы. Соавтор «Энциклопедии испанского языка в США» (2008) и «Словаря идиом Латинской Америки» (2010). Его поэзия и беллетристика были опубликованы в разных печатных изданиях на Кубе, в Испании, Франции, США и Мексики. 
В 2014 году им был издан сборник стихов «Пассар Паксарос» (исп. Passar Páxaros), в который вошли стихи, написанные автором с 1994 по 2004 год.
Сборник представляет собой соединение двух циклов стихов —  «Дом обскура, погруженная деревня»  (исп. Casa Obscura, aldea sumergida, 1994 — 1999) и «Пассар Паксарос» (1998 — 2004).
Он был членом редколлегии журнала «Витраль» в Пинар-дель-Рио, который в 1999 году получил Премию принца Клауса. Ныне является исполнительным редактором журнала «Космополитэн»  на испанском языке в Майами, а также критиком и художественным обозревателем «Майами Геральд». Редактор главной страницы Yahoo.

## Авторство
Он является одним из авторов "Энциклопедии испанского языка в Соединенных Штатах", "Hablando (bien) se entiende la gente /Умение говорить заставляет мир вращаться" (издание на испанском языке), Aguilar; 1 издание (8 февраля 2010 г.); "Словарь американизмов / Словарь английского языка". Стандартизированный латиноамериканский словарь" (издание на испанском языке), Альфагуара (Ассоциация академий испанского языка), 1-е издание (17 апреля 2010 г.); "Вечерняя школа. Рисунки Артуро Родригеса" (Нью-Йорк. Проект "Остров", 2014). Он является автором книг "Части Паккара/ Case Obscura, aldea sumergida" (ANLE/Hypermedia, 2014) и "Кантаро" (hypermedia americas, 2022).

## Другие работы
Бадахос имеет большой опыт работы в издательской индустрии. Он работал главным редактором испанских изданий журнала "Мужское здоровье и профилактика", а также исполнительным редактором журнала Cosmopolitan en espanol в партнерстве с редакцией Televisa. Он также занимал такие должности, как редактор главной страницы в Yahoo до 2015 года и менеджер по цифровым технологиям в La Opinion и El Diario La Prensa до 2018 года. Кроме того, он был заместителем редактора в The Tablet и Nuestra Vaz, а также исполнительным редактором People en espanol. Бадахос также работал обозревателем и искусствоведом в газете Miami Herald и является основателем и владельцем SpicandProud и Hypermedia America.

## Личная жизнь
Бадахос всю жизнь жил в Майами, но с 2015 года обосновался в Нью-Йорке. Он жил в Алфавит-Сити и Адской кухне.

## Видеозаписи
- Отрывок интервью с Хоакином Бадахосом  (исп.)
- Речь Хоакина Бадахоса на презентации журнала «Новая Куба»  (исп.)